# São Miguel dos Campos (kommun)
São Miguel dos Campos är en kommun i Brasilien.   Den ligger i delstaten Alagoas, i den östra delen av landet, 1 400 km nordost om huvudstaden Brasília. Antalet invånare är 54 591.
Följande samhällen finns i São Miguel dos Campos:
- São Miguel dos Campos

Trakten runt São Miguel dos Campos består till största delen av jordbruksmark. Runt São Miguel dos Campos är det ganska tätbefolkat, med 78 invånare per kvadratkilometer.